# Sanzay
Sanzay ist eine Ortschaft im französischen Département Deux-Sèvres in der Region Nouvelle-Aquitaine. Die vormals eigenständige Gemeinde wurde mit Wirkung vom 1. Januar 2006 mit Argenton-Château und Boësse zur neuen Gemeinde Argenton-les-Vallées zusammengelegt. Diese fusionierte am 1. September 2016 mit Le Breuil-sous-Argenton, La Chapelle-Gaudin, La Coudre, Moutiers-sous-Argenton und Ulcot zur Commune nouvelle Argentonnay.

## Bevölkerungsentwicklung
| Jahr      | 1962 | 1968 | 1975 | 1982 | 1990 | 1999 |
| --------- | ---- | ---- | ---- | ---- | ---- | ---- |
| Einwohner | 367  | 307  | 287  | 296  | 248  | 243  |